# Cyathea foersteri
Cyathea foersteri là một loài dương xỉ trong họ Cyatheaceae. Loài này được Rosenst. mô tả khoa học đầu tiên năm 1912.
Danh pháp khoa học của loài này chưa được làm sáng tỏ. 